# Stadtschänke (Großbottwar)

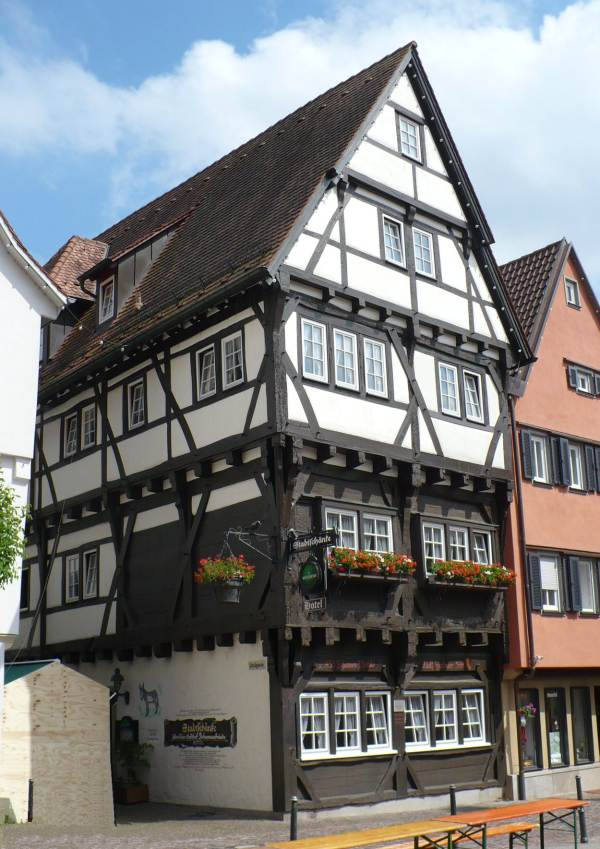
Stadtschänke in Großbottwar

Die Stadtschänke am Marktplatz in Großbottwar im Landkreis Ludwigsburg in Baden-Württemberg wurde in der ersten Hälfte des 15. Jahrhunderts erbaut und steht als Kulturdenkmal unter Denkmalschutz.

## Geschichte
Direkt am Marktplatz befindlich, gehört das Gebäude sicher zu den ältesten Gebäuden der Stadt. Bereits bei der Stadtgründung im 13. Jahrhundert dürfte an dieser Stelle ein Gebäude errichtet worden sein, von dessen Keller sich im Keller des heutigen Gebäudes zur Westseite hin noch Überreste erhalten haben. Das heutige Gebäude wurde in der ersten Hälfte des 15. Jahrhunderts an der Stelle eines älteren Gebäudes erbaut. Gemäß dendrochronologischer Untersuchungen wurde das im Haus verbaute Holz 1434/35 gefällt. Dieser Befund deckt sich mit der Datierung der Bauform des Hauses, so dass 1435 als Baujahr angenommen werden darf. Über den Bauherrn ist nichts bekannt. Das die anderen Gebäude am Markt überragende Gebäude scheint jedoch nicht als Bauernwohnhaus konzipiert worden zu sein. Vielmehr weist eine vom Erdgeschoss gewendelt in den Keller führende Treppe darauf hin, dass das Gebäude wohl als Gasthaus erbaut wurde, da sich kein Stall im Erdgeschoss befunden haben kann, während ein Zugang zu einem Weinkeller sehr für ein Gasthaus spricht. Auch die Deckenhöhe im Erdgeschoss spricht gegen eine Nutzung als Stall. Die gehobene Ausstattung im ersten Obergeschoss mit Fenstererkern, Bohlenwänden und geschnitzter Balkendecke könnte auch Hinweise darauf geben, dass es sich um das Wohn- oder Amtshaus einer Amtsperson gehandelt hat.
Die ersten Namen von Besitzern und Vorbesitzern erscheinen ab 1535 in den Steuerlisten des Ortes. So war vor 1535 Eberhard Cremer der erste bekannte Besitzer. 1535 besaß Stefan Stor das Gebäude. Der Zins des Hauses floss damals an den Allerheiligenaltar der Johanneskirche. Die Namen der frühen Besitzer sind nur lückenhaft überliefert und das Gebäude scheint häufig seine Besitzer gewechselt zu haben. Lange Zeit war im Erdgeschoss eine Bäckerei eingerichtet. 1793 erwarb die Bäckerfamilie Weiler das Gebäude. In den Notjahren nach 1814 ist die Familie nach Nordamerika ausgewandert. 1817 erwarb die Bäckerfamilie Wittich das Haus, die es während drei Generationen als Bäckerei nutzte. Um 1900 erwarb dann die Metzgerfamilie Bauer das Haus. Später waren im Erdgeschoss eine Nähstube, der örtliche Polizeiposten und ein Optikergeschäft. 1970 hat schließlich die Stadt Großbottwar das Gebäude als Sanierungsobjekt erworben. Noch unsaniert wurde das Haus 1981 an die Familie Hartmaier verkauft, die das Gebäude von 1982 bis 1984 saniert hat.
Erst während der Sanierung des zum Marktplatz hin lange Zeit verputzten Gebäudes wurden sein sehr hohes Alter und seine dafür außerordentlich gute Erhaltung allmählich deutlich. Die neuen Besitzer hatten im Erdgeschoss ursprünglich wieder einen Laden einrichten wollen, entschieden sich angesichts der Bausubstanz dann aber für eine Umplanung zugunsten eines Restaurants mit angeschlossenem kleinen Hotel.

## Beschreibung
De Stadtschänke ist ein giebelständiges dreistöckiges Fachwerkgebäude mit vor allem zum Marktplatz hin stark vorkragenden Ober- und Giebelgeschossen über einem massiven gewölbten Keller, auf trapezförmigem Grundriss, mit einem dreiseitig massiv gemauerten Erdgeschoss und einem steilen Satteldach.
Der flach gewölbte Keller unter dem Haus ist der älteste Teil des Gebäudes. Er weist rückwärtig einen breiten Eingang auf und wird auch durch eine alte Wendeltreppe vom Erdgeschoss aus erreicht. Nach Westen zum Marktplatz hin erstreckte sich einst ein älterer Keller, wohl aus der Zeit der Stadtgründung im 13. Jahrhundert. Es scheint, dass beim Umbau des 15. Jahrhunderts die Gebäude am Markt zurückversetzt wurden, um breiteren Raum für Straße und Markt zu machen.
Das Erdgeschoss wurde im Lauf der Zeit vielfach verändert und weist nur wenig originale Substanz auf. Über der Eingangstür, die sich mindestens seit der Zeit um 1800 an dieser Stelle befindet, ist die Kopie eines alten Bäckerzunftzeichens von 1793 mit dem Initialen CWCMW, die für den damaligen Besitzer, den Bäcker Conrad Weiler und seine Frau Catharina Magdalena stehen. Süd-, Ost- und Nordseite des Erdgeschosses waren wohl jeher massiv gemauert, über die ursprüngliche Beschaffenheit der Westseite zum Marktplatz lässt sich nichts mehr sagen. Sie könnte aus Holz gewesen sein, da die Verordnung zum Bau steinerner Erdgeschosse erst 1568 und damit über hundert Jahre nach dem Bau des Hauses erlassen wurde.
Das erste Obergeschoss weist zum Marktplatz hin zwei Fenstererker auf. Die Räume im ersten Obergeschoss haben Bohlenwände und eine flachgewölbte Balken-Bohlendecke mit verzierten Balken. Aufgrund dieser Ausstattung kommt das Haus als Wohnung eines Vogts in Betracht. Das zweite Obergeschoss ist nachträglich häufig verändert worden, so dass über seine ursprüngliche Einteilung kaum mehr Erkenntnisse gewonnen werden konnten. Die Anordnung der Fenster lässt darauf schließen, dass das Stockwerk in Schlafräume unterteilt war.
Der Dachboden des Hauses war nicht unterteilt und weist eine eigentümliche Zimmerkonstruktion mit verblatteten Sparren- und Balkenköpfen auf, wie sie sonst in der Umgebung nicht vorkommt, wohl aber bei noch hochmittelalterlichen Gebäuden in anderen Regionen anzutreffen ist. Als Abbundzeichen sind eigentümliche Quadrate im Holz zu erkennen. Der Dachboden diente sicher bis in die jüngste Zeit nur zu Speicherzwecken. Am rückseitigen Giebel befand sich eine raumhohe Luke mit Schiebeläden, die heute durch ein raumhohes Fenster ersetzt ist.
Das Fachwerk des gesamten Hauses ist eigentümlich schwalbenschwanzartig verblättet, was bei jüngeren Gebäuden nicht mehr vorkommt und was ihm gleichzeitig eine sehr hohe Stabilität verleiht, in der möglicherweise auch das hohe Alter des Hauses begründet liegt. Bis auf kleine Profilierungen an den Knaggen sind am Fachwerk keinerlei Schnitzereien auszumachen.